# Diadasia hirta
Diadasia hirta är en biart som först beskrevs av Jörgensen 1912.  Diadasia hirta ingår i släktet Diadasia och familjen långtungebin. Inga underarter finns listade i Catalogue of Life.